# Gymnoascus demonbreunii
Gymnoascus demonbreunii är en svampart som beskrevs av Ajello & S.L. Cheng 1967. Gymnoascus demonbreunii ingår i släktet Gymnoascus och familjen Gymnoascaceae.   Inga underarter finns listade i Catalogue of Life.